# Pelomyia occidentalis
Pelomyia occidentalis is een vliegensoort uit de familie van de Canacidae. De wetenschappelijke naam van de soort is voor het eerst geldig gepubliceerd in 1893 door Williston.